# BBC Books
BBC Books (antigament BBC Publishing) és un segell editorial llançat a la dècada del 1980 que té com a gestor i accionista majoritari Penguin Random House, a través de la seva divisió Ebury Publishing. El seu accionista minoritari és BBC Studios, la filial comercial de la British Broadcasting Corporation (BBC), que en fou l'únic propietari fins al 2006. Publica tota una gamma de llibres relacionats amb la programació de ràdio i televisió de la BBC, que van des de llibres de cuina o història natural fins a publicacions d'estil de vida i llibres sobre la realització dels seus programes. Així mateix, treu biografies i autobiografies de personalitats conegudes de la BBC.